# Harpalus flavescens
Harpalus flavescens es una especie de escarabajo del género Harpalus, familia Carabidae. Fue descrita científicamente por Piller & Mitterpacher en 1783.
Habita en Dinamarca, Suecia, Finlandia, Francia, Bélgica, Países Bajos, Alemania, Suiza, Austria, Chequia, Eslovaquia, Hungría, Polonia, Letonia, 
Lituania, Bielorrusia, Ucrania, Italia, Eslovenia, Croacia, Bosnia y Herzegovina, Yugoslavia, Macedonia del norte, Albania, Grecia, Rumania, Moldavia, Kazajistán y Rusia.